# Simone Roscini
Simone Roscini (Fano, 29 marzo 1965) è un allenatore di pallavolo italiano.

## Carriera
Iniziò la sua carriera da allenatore nel 1991 nella squadra della sua città, la Virtus Volley Fano, allora militante in Serie A2; assunse il ruolo di 2º allenatore, assistente di Angelo Lorenzetti. Ricoprì questo ruolo per tutto il decennio, coadiuvando diversi allenatori, raggiungendo nel 1998 la promozione in Serie A1. La permanenza nella massima serie nazionale durò una sola stagione, e nel 1999 venne richiamato sulla panchina il fanese Lorenzetti; insieme conquistarono la Coppa Italia di Serie A2.
Nella sua ultima stagione nelle Marche (2000-2001) venne "promosso" alla guida della squadra, in quella che finora è la sua unica esperienza come 1º allenatore. Nel 2001 venne ingaggiato dalla Pallavolo Padova, dove ritornò ad essere un assistente allenatore. La sua permanenza nella formazione veneta durò 13 stagioni, 10 delle quali disputate in Serie A1 e 3 in Serie A2. Al termine della stagione 2010-2011 conquistò la promozione nella massima serie al termine dei play-off promozione.
Nell'estate del 2013 venne ingaggiato dalla Trentino Volley in qualità di 2º allenatore al fianco di Roberto Serniotti
, incarico che ricoprì fino al termine della stagione.

## Palmarès
- Campionato italiano A2: 1

1997-1998
- Coppa Italia di Serie A2: 1

1999-2000
- Supercoppa italiana: 1

2013